# لياندرو سيلفا (لاعب كرة قدم)
لياندرو سيلفا (بالبرتغالية: Leandro Paulino da Silva‏) هو لاعب كرة قدم برازيلي، ولد في 7 مارس 1986 في إريتاما في البرازيل. لعب مع أتلتيكو باراناينسي وجمعية بورتوغيزا الرياضية ونادي بارانا ونادي بوا إيسبورت ونادي كوريتيبا.

## وصلات خارجية
- لياندرو سيلفا (لاعب كرة قدم) على موقع قاعدة بيانات كرة القدم.إي يو (الإنجليزية)
- لياندرو سيلفا (لاعب كرة قدم) على موقع Soccerway.com (الإنجليزية)